# Пугач Валерій Михайлович
 Пугач Валерій Михайлович  (нар. 30 січня 1945, Попасна, Луганська обл., Україна) — фізик (фізика атомного ядра та елементарних частинок), член-кореспондент НАН України, професор, відомий вчений в галузі досліджень фізики взаємодії ядер та елементарних частинок в широкому діапазоні енергій. Створив новий напрямок досліджень впливу ядерного середовища на спостережувані характеристики розпаду короткоживучих ядер в багаточастинкових реакціях. Ним розвинуто метод визначення часу життя, спіну та парності короткоживучих ядерних станів, встановлено деформацію їх характеристик, зумовлену впливом кулонівського та ядерного поля супутніх ядер, ефектами ближнього розсіяння та інтерференції.

## Біографія
Народився 30 січня 1945 р. в м. Попасна (Луганська обл., Україна).
За освітою та родом діяльності — фізик, закінчив у 1966 р. фізичний ф-т Київського Держуніверситету ім. Т. Г. Шевченка.
У 1975 р. захистив кандидатську і в 1986 р. докторську дисертації, присвячені дослідженням багаточастинкових ядерних реакцій за спеціальністю «Фізика атомного ядра та елементарних частинок».

З 1993 р. — професор. Вільно володіє українською, російською та англійською мовами.

В Національній Академії Наук України працює з 1965 р. в Інституті фізики, а потім в Інституті ядерних досліджень на посадах: 

- з 1970 р. — інженер,
- з 1973 р. — мол. наук. співр.,
- з 1979 р. — вчений секретар інституту,
- з 1983 р. — ст. наук. співр.,
- з 1985 р. — зав. лабораторії корельованих ядерних процесів,
- з 1996 р. — провідний науковий співробітник відділу ядерних реакцій,
- з 2005 р. по цей час — зав. відділу фізики високих енергій Інституту ядерних досліджень НАН України.

Одружений, має трьох синів.

## Основні напрямки наукових досліджень та діяльності
Наукову діяльність розпочав у 1965 р. в Інституті Фізики НАН України під керівництвом академіка НАН України О. Ф. Нємця та д.ф.м.н. М. В. Соколова. За його участю були виконані кореляційні дослідження реакції розщеплення дейтронів в полі ядер. Було встановлено немонотонну залежність поперечних перерізів цього процесу від масового числа ядра (ефект Нємця) та розроблено методику дослідження поверхні ядер в таких експериментах (1965—1977 р. разом з М. В. Соколовим, Б. Г. Стружко, М. В. Євлановим та інш.).
Дослідив широке коло багаточастинкових ядерних реакцій, ініційованих легкими та важкими іонами, в кінематично повних експериментах на прискорювачах ЕГ-5, У-120 та У-240 ІЯД НАН України, НЕП-100 ІЯФ РАН (м. Новосибірськ), ізохронному циклотроні Ядерного Центру (м. Карлсруе) та тандем-генераторі Макс-Планк-Інституту ядерної фізики (м. Гайдельберг, ФРН).
Винайшов залежність спостережуваних параметрів двофрагментних, а також гігантських резонансів ядер від умов їх збудження та розпаду (1970—1988 р. разом з О. Ф. Нємцем, Ю. М. Павленко. В. В. Комаровим, А. М. Поповою, В. Л. Шабловим та інш.). Розвинув застосування явищ перерозсіяння та інтерференції для визначення часу життя, спіну та парності короткоживучих ядерних станів, що збуджуються в багаточастинкових ядерних реакціях (разом з В. А. Пилипченко, Ю. О. Васильєвим, О. В. Бочкарьовим та іншими)
Визначив характеристики та властивості збудження глибоколежачих протонно-діркових станів ядер, які використовувались для подальшого розвитку квазичастинково-фононної моделі ядра (1982—1992 р. разом з Г. Вагнером, П. Грабмаіром, А. І. Вдовіним, Б. Б. Войцеховським, С. Г. Поповим та іншими).
Встановив субмікронну позиційну чутливість напівпровідникових стріп-детекторів та розробив систему підтримки їх працездатності за умов надвисоких радіаційних навантажень (1986—1998 р. разом з А. Б. Розенфельдом, В. А. Ківою, Ю. О. Васильєвим, К. Т. Кнопфле, К. Бауером, Б. Швінгерхойером та іншими).
Створив експериментальну методику для дослідження генерації швидких іонів потужними імпульсами СО2 лазера (1988—1992 р. в ІЯД НАН України та ІОФ РАН (м. Москва) разом з Ю. М. Павленко, В. В. Аполоновим, Ю. М. Калачовим, В.В, Добриковим та іншими).
Розробив нові методи контролю радіоактивного забруднення навколишнього середовища в тому числі за завданням Міжнародного Агентства з Атомної Енергії (1986—1994 р. разом з Ю. М. Павленко, В. В. Осташко, М. М. Ткачом, Г. В. Пітатєлєвим та інш.). Брав участь в роботі Оперативної Міжвідомчої Групи Радіаційної обстановки при Урядовій Комісії СРСР по ліквідації наслідків аварії на ЧАЕС у 1986 р.
Розробив новий тип радіаційно стійких детекторів потоків заряджених частинок високих енергій — Металеві Фольгові Детектори, які застосовуються в експериментах на прискорювачах DESY (Гамбург), CERN (Женева), Макс-Планк-Інституті ядерної фізики (м. Хайдельберг, ФРН), ІЯД НАН України (1994—2004 р. разом з М. М. Ткачом, В. Є. Аушевим, Ю. О. Васильєвим, В. Л. Перевертайло, К. Т. Кнопфле, М. Шмелінгом та інш.).
За ініціативою та участю В. М. Пугача розроблено фізико-технічні основи детекторів іонізуючого випромінювання нового класу– металевих детекторів, успішно застосованих як для досліджень з фізики релятивістських зіткнень ядер в експериментах HERA-В (DESY, Гамбург) та LHCb (CERN, Женева), так і в суміжних галузях науки для дослідження спектрів мас важких іонів в ІПФ НАН України (м. Суми), миттєвого вимірювання просторового розподілу дози для цілей фракціонованої радіотерапії на біомедичній лінії ID17 (ESRF, Гренобль) та в клінічному центрі важких іонів (HIT, Heidelbeg), вивчення динаміки фазових переходів в металах при нагріванні/охолодженні на установці швидкісного рентгеноструктурного аналізу в ІПМ НАН України (м. Київ). Ці роботи одержали суттєвий розвиток за підтримки програми CNCP (Велика Британія, проект Р396, УНТЦ). Виконано успішні дослідження ММД на синхротронах ESRF (Гренобль, Франція), DIAMOND (Оксфордшир, UK), PETRAII (DESY, Гамбург), PSI (Villigen, Switzerland). Продемонстровано можливість застосування металевих мікростріпових детекторів як елементів електронної фокальної площини мас-спектрометрів.
Розробив та впровадив нові мішенні комплекси та детектори для експериментів на накопичувальних кільцях релятивістських частинок, за допомогою яких досліджує процеси утворення і розпаду різних кваркових станів в залежності від ядерного середовища (1990—2004 р. разом з Ю. М. Павленко, В.Є Аушевим, В. Л. Перевертайло, Б. Б. Войцеховським, К. Ехретом, К. Кнопфле, М. Шмелінгом та інш.).
Є засновником та входить до складу Правлінь Міжнародних Колаборацій HERA-B (DESY, Гамбург), LHCb (CERN, Женева), СВМ (Darmstadt), метою яких є пошук сигналів Нової фізики за межами Стандартної Моделі взаємодій елементарних частинок, причин асиметричної розбудови Всесвіту (матерія-антиматерія), нового стану речовини — кварк-глюонної плазми, тощо.
Організатор та учасник багатьох наукових форумів, в тому числі міжнародних, з фізики ядра та елементарних частинок (Транс-Європейська Школа з фізики високих енергій, зимові курси лекцій з фізики елементарних частинок тощо).

## Основні праці В.М.Пугача англійською
1. The LHCb detector at the LHC //Journal of instrumentation 3 (08), S08005 (in collaboration)[3]
2. Differential branching fraction and angular analysis of the decay B0→ K∗ 0μ+ μ− // Journal of High Energy Physics 2013 (8), 131 (in collaboration)[4]
3. Angular analysis of the B0→ K* 0μ+ μ− decay using 3 fb− 1 of integrated luminosity // Journal of High Energy Physics 2016 (2), 104 (in collaboration)[5]
4. First evidence for the decay B s 0→ μ+ μ− // Physical review letters 110 (2), 021801 (in collaboration)[6]
5. Inclusive W and Z production in the forward region at\sqrt {s}= 7\,{\text {TeV}} // Journal of High Energy Physics 2012 (6), 58 (in collaboration) [7]
6. Observation of J/ψ p Resonances Consistent with Pentaquark States in Λ b 0→ J/ψ K− p Decays // Physical review letters 115 (7), 072001 (in collaboration)[8]